# 後藤職明
後藤 職明（ごとう しきあきら/しきあき　生没年不詳）は、戦国時代の武将。肥前後藤氏の第17代当主（武雄領主）。第16代当主後藤正明の子。

## 経歴
第16代当主後藤正明の子として生まれる。塚崎庄の総地頭となり長島庄を兼領したとも伝わる。
応仁の乱の後、西肥前は、小城の千葉氏や、高来の有馬氏、平戸の松浦氏の勢力下にあり、後藤氏はこれらに囲まれた存在であった。これらに対抗するため、文明15年5月（1483年6月）、職明は、同様の存在であった長島庄潮見城主橘姓渋江公直、伊万里城主の伊万里仰、鹿島の在尾城主の大村胤明と同盟を結んでいる。その後、職明、渋江公直、大村胤明の三者は橘姓中村公継に藤津郡大草野（現在の嬉野市塩田町大草野）の北部を与えたという。
明応5年12月（1497年1月）、黒髪右京亮家俊が黒髪神社大宮司職を継ぐことにつき、職明が与えた允許状が黒髪神社に残るという。
この他、黒髪山の法印であった頼憲には跡を継ぐ候補が2人あったが跡継ぎの選に漏れた片方が頼憲に恨みを抱いて「頼憲は有馬貴純と通じて職明を調伏した」との噂を流し、それを信じた職明が頼憲を矢で射殺しそれにより祟りがあったとの話が伝わっている。
居館は、武雄市武雄町富岡の赤尾にあったという。
子がなかったことから自らの娘と潮見城主である橘姓渋江公勢の間の子（後の純明）を養子とした。